# Nati nel 1981/Marzo
| Questa pagina contiene informazioni ricavate automaticamente dalle voci biografiche con l'ausilio del template Bio e di un bot. L'aggiornamento è periodico e automatico e ricostruisce completamente la pagina. Se manca una persona in questa lista, sei pregato di non aggiungerla, ma accertati piuttosto che la sua voce biografica contenga il template Bio e che i dati anagrafici siano correttamente compilati. Se il template Bio manca, inseriscilo tu stesso o, in alternativa, metti l'avviso {{tmp\|Bio}} che ne segnala la mancanza. Se i dati riportati sono sbagliati, correggi direttamente la voce biografica; le modifiche saranno visibili in questa lista entro pochi giorni. Per chiarimenti vedi il progetto biografie. La lista contiene solo le 455 persone che sono citate nell'enciclopedia e per le quali è stato implementato correttamente il template Bio. Pagina aggiornata al 18 ago 2025. |

- 1º marzo - Pierluigi De Felice, velista italiano
- 1º marzo - Ana Hickmann, modella, conduttrice televisiva e blogger brasiliana
- 1º marzo - Aneka Kerr, ex cestista neozelandese
- 1º marzo - Kim Dong-soo, videogiocatore sudcoreano
- 1º marzo - Adam LaVorgna, attore statunitense
- 1º marzo - Jorrie Muller, ex rugbista a 15 e allenatore di rugby a 15 sudafricano
- 1º marzo - Erin Phenix, ex nuotatrice statunitense
- 1º marzo - Will Power, pilota automobilistico australiano
- 1º marzo - Sergio Sánchez Cárdenas, ex cestista spagnolo
- 1º marzo - Julio César Serrano, ex calciatore argentino
- 1º marzo - Robinson Stévenin, attore francese
- 1º marzo - Ottó Szabó, ex calciatore slovacco
- 1º marzo - Raciel Torres, calciatore cubano († 2013)
- 2 marzo - Erica Barbieri, ex judoka italiana
- 2 marzo - Lance Cade, wrestler statunitense († 2010)
- 2 marzo - Kiave, rapper italiano
- 2 marzo - Bryce Dallas Howard, attrice statunitense
- 2 marzo - Aline Lahoud, cantante e compositrice libanese
- 2 marzo - Lorelei Lee, attrice pornografica, regista e scrittrice statunitense
- 2 marzo - Solenne Mary, schermitrice francese
- 2 marzo - Bojko Mladenov, ex cestista bulgaro
- 2 marzo - Ruslan Nasibulin, schermidore russo
- 2 marzo - Felipe Nunes, ex calciatore brasiliano
- 2 marzo - Romain Sato, ex cestista centrafricano
- 2 marzo - Josh Saunders, ex calciatore statunitense
- 2 marzo - Bobby Steggert, attore e cantante statunitense
- 3 marzo - David Bailey, ex cestista statunitense
- 3 marzo - Ervin Bulku, allenatore di calcio e ex calciatore albanese
- 3 marzo - María José Catalá, politica spagnola
- 3 marzo - Tobias Forge, cantante, musicista e paroliere svedese
- 3 marzo - Dominic Forget, hockeista su ghiaccio canadese
- 3 marzo - Justin Gabriel, wrestler sudafricano
- 3 marzo - Ondřej Herzán, ex calciatore ceco
- 3 marzo - Miguel Hoyos, ex calciatore boliviano
- 3 marzo - Eugene, cantante e attrice sudcoreana
- 3 marzo - Timo Klami, tuffatore norvegese
- 3 marzo - Florian Lechner, ex calciatore tedesco
- 3 marzo - Lil' Flip, rapper, attore e produttore discografico statunitense
- 3 marzo - Julius Malema, politico sudafricano
- 3 marzo - Conchita, cantante spagnola
- 3 marzo - Arash Miresmaeili, judoka iraniano
- 3 marzo - László Nagy, ex pallamanista e dirigente sportivo ungherese
- 3 marzo - Kári Nielsen, ex calciatore faroese
- 3 marzo - Emmanuel Pappoe, ex calciatore ghanese
- 3 marzo - Antonio Ruggiero, cestista italiano
- 3 marzo - Pavel Ryžėŭski, ex calciatore bielorusso
- 3 marzo - Sergio Salvatore, pianista statunitense
- 3 marzo - Cristina Scarlat, cantante moldava
- 3 marzo - Vasilīs Simtsak, allenatore di pallacanestro e ex cestista greco
- 3 marzo - Eduard Stăncioiu, ex calciatore rumeno
- 3 marzo - Bryan Steil, politico statunitense
- 3 marzo - Sung Yu-ri, attrice e cantante sudcoreana
- 4 marzo - Dominik Behr, schermidore tedesco
- 4 marzo - Maike von Bremen, attrice e conduttrice televisiva tedesca
- 4 marzo - Marie Delattre, canoista francese
- 4 marzo - Andrew Drevo, ex cestista statunitense
- 4 marzo - Maurizio Felugo, ex pallanuotista e dirigente sportivo italiano
- 4 marzo - Ákos Horváth, cestista ungherese
- 4 marzo - Laura Michelle Kelly, attrice e cantante britannica
- 4 marzo - Alexandra Kolier, ex sciatrice alpina tedesca
- 4 marzo - Eszter Krutzler, ex sollevatrice ungherese
- 4 marzo - Ariza Makukula, ex calciatore portoghese
- 4 marzo - Aketza Peña, ex ciclista su strada e ex ciclocrossista spagnolo
- 4 marzo - Helen Wyman, ex ciclocrossista e ex ciclista su strada britannica
- 5 marzo - Hanna Alström, attrice svedese
- 5 marzo - Alexandre Bergamo, pallavolista brasiliano
- 5 marzo - Nadia Beugré, danzatrice e coreografa ivoriana
- 5 marzo - Michal Epstein, ex cestista israeliana
- 5 marzo - Barret Jackman, ex hockeista su ghiaccio canadese
- 5 marzo - Christian Knees, ex ciclista su strada tedesco
- 5 marzo - Ulrik Lindkvist, ex calciatore danese
- 5 marzo - Valentina Lupi, cantautrice e musicista italiana
- 5 marzo - Paul Martin, hockeista su ghiaccio statunitense
- 5 marzo - Matteo Botrugno e Daniele Coluccini, regista italiano
- 5 marzo - Eduardo Morales, ex calciatore e ex giocatore di calcio a 5 cubano
- 5 marzo - Shūgo Oshinari, attore giapponese
- 5 marzo - Karolina Wydra, modella e attrice polacca
- 6 marzo - Tim Brown, ex calciatore neozelandese
- 6 marzo - Mestizo, rapper statunitense
- 6 marzo - Gorka Iraizoz, ex calciatore spagnolo
- 6 marzo - Zlatan Muslimović, ex calciatore bosniaco
- 6 marzo - Ellen Muth, attrice statunitense
- 6 marzo - Josep Ordeig, ex hockeista su pista spagnolo
- 6 marzo - Marco Antonio Palacios, ex calciatore messicano
- 6 marzo - Alejandro Palacios, ex calciatore messicano
- 6 marzo - Riwandi Wahit, ex calciatore bruneiano
- 7 marzo - Kanga Akalé, ex calciatore ivoriano
- 7 marzo - Alexandre Blain, ex ciclista su strada francese
- 7 marzo - Cristiano Camillucci, calciatore e allenatore di calcio italiano
- 7 marzo - Olga Lounová, cantautrice e attrice ceca
- 7 marzo - Colin Nish, ex calciatore scozzese
- 7 marzo - Súni Olsen, ex calciatore faroese
- 7 marzo - Selim Teber, ex calciatore tedesco
- 7 marzo - Tiago Valentim de Lima, ex cestista brasiliano
- 7 marzo - Andreas Wilson, attore svedese
- 7 marzo - Stefano Zampogna, ex cestista italiano
- 8 marzo - Nawaf Al-Humaidan, calciatore kuwaitiano
- 8 marzo - Pablo Aurrecochea, ex calciatore uruguaiano
- 8 marzo - Michael Beauchamp, ex calciatore australiano
- 8 marzo - Timo Boll, ex tennistavolista tedesco
- 8 marzo - Vladimír Bálek, calciatore ceco
- 8 marzo - Oélilton Araújo dos Santos, ex calciatore brasiliano
- 8 marzo - Adam Jones, ex rugbista a 15 e allenatore di rugby a 15 britannico
- 8 marzo - David Kreiner, ex combinatista nordico austriaco
- 8 marzo - Steven C. Miller, regista e sceneggiatore statunitense
- 8 marzo - Pirjo Muranen, ex fondista finlandese
- 8 marzo - Joost Posthuma, ex ciclista su strada olandese
- 8 marzo - Roya Sadat, regista, produttrice cinematografica e attivista afghana
- 8 marzo - Babis Stefanidis, ex calciatore svedese
- 8 marzo - Simon Webster, ex rugbista a 15 scozzese
- 8 marzo - Justin Wright, animatore, disegnatore e sceneggiatore statunitense († 2008)
- 9 marzo - Nikky Blond, attrice pornografica ungherese († 2023)
- 9 marzo - Antonio Bryant, ex giocatore di football americano statunitense
- 9 marzo - Monica Graziana Contrafatto, militare e atleta paralimpica italiana
- 9 marzo - Chad Gilbert, cantante, chitarrista e produttore discografico statunitense
- 9 marzo - Esteban Herrera, ex calciatore argentino
- 9 marzo - Markus Jonsson, ex calciatore svedese
- 9 marzo - Li Na, ex schermitrice cinese
- 9 marzo - Igor Medved, ex saltatore con gli sci sloveno
- 9 marzo - Goran Rubil, ex calciatore croato
- 9 marzo - Müjde Yüksel, ex cestista turca
- 9 marzo - Željko Zagorac, ex cestista sloveno
- 9 marzo - Tiago de Melo Marinho, giocatore di calcio a 5 brasiliano
- 10 marzo - Georgi Adamia, ex calciatore georgiano
- 10 marzo - Diego Colotto, ex calciatore argentino
- 10 marzo - Matías Cuffa, allenatore di calcio e ex calciatore argentino
- 10 marzo - Elina Duni, cantante e compositrice albanese
- 10 marzo - Samuel Eto'o, dirigente sportivo e ex calciatore camerunese
- 10 marzo - Nicci Jolly, modella scozzese
- 10 marzo - Kokkai Futoshi, lottatore di sumo georgiano
- 10 marzo - Euthymios Kouloucherīs, ex calciatore greco
- 10 marzo - Ángel López, ex calciatore spagnolo
- 10 marzo - Kristen Maloney, ex ginnasta statunitense
- 10 marzo - Jonathan Marray, ex tennista britannico
- 10 marzo - Steven Reid, allenatore di calcio e ex calciatore inglese
- 11 marzo - David Anders, attore statunitense
- 11 marzo - Lee Evans, ex giocatore di football americano statunitense
- 11 marzo - Dino Fumaretto, cantautore e musicista italiano
- 11 marzo - Felik's Hakobyan, ex calciatore armeno
- 11 marzo - Anthony Hudson, allenatore di calcio e ex calciatore inglese
- 11 marzo - Luciano Bebê, ex calciatore brasiliano
- 11 marzo - Russell Lissack, chitarrista britannico
- 11 marzo - LeToya Luckett, cantautrice e attrice statunitense
- 11 marzo - Oliver Maric, ex calciatore croato
- 11 marzo - Vidar Martinsen, calciatore norvegese
- 11 marzo - Giampiero Pinzi, ex calciatore italiano
- 11 marzo - Roderick Riley, ex cestista statunitense
- 11 marzo - Nikola Šafarić, allenatore di calcio e ex calciatore croato
- 11 marzo - Matthias Schweighöfer, attore tedesco
- 11 marzo - Paul Wall, rapper, beatmaker e disc jockey statunitense
- 11 marzo - Michał Łasko, pallavolista polacco
- 12 marzo - Julio Aldama, ex calciatore cubano
- 12 marzo - Jamie Carey, ex cestista e allenatrice di pallacanestro statunitense
- 12 marzo - Xavier Daramy, ex hockeista su ghiaccio francese
- 12 marzo - Denis Eršov, ex cestista russo
- 12 marzo - Aaron Harper, cestista statunitense († 2023)
- 12 marzo - Kenta Kobayashi, wrestler giapponese
- 12 marzo - Maurizio Lauro, allenatore di calcio e ex calciatore italiano
- 12 marzo - J.P. Losman, ex giocatore di football americano statunitense
- 12 marzo - Thomas Mobley, ex cestista statunitense
- 12 marzo - Szabolcs Mészáros, astronomo ungherese
- 12 marzo - Anselmo Ralph, cantante angolano
- 12 marzo - Chiwa Saitō, doppiatrice giapponese
- 12 marzo - Moses Sakyi, ex calciatore ghanese
- 12 marzo - Katarina Srebotnik, ex tennista slovena
- 12 marzo - Michał Stasiak, calciatore polacco
- 12 marzo - Peter Waterfield, ex tuffatore britannico
- 12 marzo - Holly Williams, cantautrice e musicista statunitense
- 13 marzo - Choi Tae-uk, ex calciatore sudcoreano
- 13 marzo - Gilmara Justino, cestista brasiliana
- 13 marzo - Sarah Haskins, triatleta statunitense
- 13 marzo - Ryan Jones, ex rugbista a 15 britannico
- 13 marzo - Vitalij Kim, politico e imprenditore ucraino
- 13 marzo - Hanne Kolstø, cantante norvegese
- 13 marzo - Daphne Koster, ex calciatrice olandese
- 13 marzo - Sarah Langridge, pentatleta britannica
- 13 marzo - Angélica Larios, schermitrice messicana
- 13 marzo - Stephen Maguire, giocatore di snooker scozzese
- 13 marzo - Néstor Martínez, calciatore guatemalteco
- 13 marzo - April Matson, attrice e cantante statunitense
- 13 marzo - Blas Pérez, ex calciatore panamense
- 13 marzo - Kiruna Stamell, attrice australiana
- 14 marzo - Cristian Bertani, calciatore italiano
- 14 marzo - Ivanka Brekalo, attrice tedesca
- 14 marzo - Ryan Cartwright, attore britannico
- 14 marzo - Markus Haris Maulana, calciatore indonesiano
- 14 marzo - Kym, cantante e attrice cinese
- 14 marzo - Katarína Knechtová, cantante slovacca
- 14 marzo - Israel Martínez, ex calciatore messicano
- 14 marzo - Jan Polák, ex calciatore ceco
- 14 marzo - Steve Thomas, ex cestista statunitense
- 14 marzo - Yang Lin, allenatore di calcio e ex calciatore cinese
- 15 marzo - Young Buck, rapper statunitense
- 15 marzo - Mikael Forssell, ex calciatore finlandese
- 15 marzo - Yosgart Gutiérrez, ex calciatore messicano
- 15 marzo - Brice Guyart, schermidore francese
- 15 marzo - Tamás Hajnal, ex calciatore ungherese
- 15 marzo - Sergio Herrera, ex calciatore colombiano
- 15 marzo - Viktoria Karpenko, ex ginnasta ucraina
- 15 marzo - Veronica Maggio, cantante svedese
- 15 marzo - Ivan Tomas, ex cestista e allenatore di pallacanestro croato
- 15 marzo - Brigitte Yagüe, taekwondoka spagnola
- 16 marzo - Johannes Aigner, ex calciatore austriaco
- 16 marzo - Danny Brown, rapper statunitense
- 16 marzo - Vladïslav Çernışov, ex calciatore kazako
- 16 marzo - Alexandre Giroud, pilota motociclistico francese
- 16 marzo - Curtis Granderson, ex giocatore di baseball statunitense
- 16 marzo - Julia Kijowska, attrice polacca
- 16 marzo - Julia Letlow, politica statunitense
- 16 marzo - Michele Maggetti, ex calciatore svizzero
- 16 marzo - Péter Magyar, politico, avvocato e attivista ungherese
- 16 marzo - Henry Medina, calciatore guatemalteco
- 16 marzo - Issam Merdassi, ex calciatore tunisino
- 16 marzo - Leonardo Monje, ex calciatore cileno
- 16 marzo - Fabiana Murer, ex astista brasiliana
- 16 marzo - Peter Pláteník, ex pallavolista ceco
- 16 marzo - Alma Pöysti, attrice finlandese
- 16 marzo - Iweta Rajlich, scacchista polacca
- 16 marzo - Clara Sofie, cantante danese
- 16 marzo - Jordi Tarrés Páramo, allenatore di calcio e ex calciatore spagnolo
- 16 marzo - Yoav Ziv, ex calciatore israeliano
- 17 marzo - Arzu, ex calciatore spagnolo
- 17 marzo - Simen Brenne, ex calciatore norvegese
- 17 marzo - Mario Cáceres, ex calciatore cileno
- 17 marzo - John Culma, ex calciatore colombiano
- 17 marzo - Eva Fislová, ex tennista slovacca
- 17 marzo - Nicky Jam, cantante statunitense
- 17 marzo - Kyle Korver, ex cestista statunitense
- 17 marzo - Takashi Makiuchi, ex giocatore di football americano giapponese
- 17 marzo - Carlos Milhazes, ex calciatore portoghese
- 17 marzo - Mariusz Pawełek, ex calciatore polacco
- 17 marzo - Alberto Pomini, ex calciatore italiano
- 17 marzo - Richard Riszdorfer, canoista slovacco
- 17 marzo - Leandro Romagnoli, allenatore di calcio, dirigente sportivo e ex calciatore argentino
- 17 marzo - Luigi Sannino, astronomo italiano
- 17 marzo - Dilek Serbest, attrice turca
- 17 marzo - Servet Çetin, allenatore di calcio e ex calciatore turco
- 17 marzo - Thorsten Stuckmann, ex calciatore tedesco
- 18 marzo - Mona Achache, regista, sceneggiatrice e attrice francese
- 18 marzo - Lina Andersson, ex fondista svedese
- 18 marzo - Cristián Basaure, ex calciatore cileno
- 18 marzo - Tora Berger, ex biatleta e fondista norvegese
- 18 marzo - Kedrick Brown, ex cestista statunitense
- 18 marzo - Fabian Cancellara, ex ciclista su strada svizzero
- 18 marzo - Leslie Djhone, velocista francese
- 18 marzo - Alessia Fugardi, attrice italiana
- 18 marzo - Chris Geere, attore britannico
- 18 marzo - Anthony Granato, giocatore di baseball canadese
- 18 marzo - Ingrid Olava, cantante norvegese
- 18 marzo - Jang Na-ra, cantante, attrice e modella sudcoreana
- 18 marzo - Tuukka Kotti, cestista finlandese
- 18 marzo - Rhys Lewis, cantautore britannico
- 18 marzo - Unikkatil, rapper e produttore discografico albanese
- 18 marzo - LP, cantautrice statunitense
- 18 marzo - Kasib Powell, ex cestista e allenatore di pallacanestro statunitense
- 18 marzo - Martin Ringström, ex cestista svedese
- 18 marzo - Tom Starke, allenatore di calcio e ex calciatore tedesco
- 18 marzo - Beata Tereba, schermitrice polacca
- 18 marzo - Ansu Toure, ex calciatore liberiano
- 18 marzo - Doug Warren, ex calciatore statunitense
- 18 marzo - Lovro Zovko, ex tennista croato
- 19 marzo - Pavel Bartík, pallavolista slovacco
- 19 marzo - Gerolamo Cangiano, politico italiano
- 19 marzo - Dickson Choto, ex calciatore zimbabwese
- 19 marzo - Steve Cummings, ex ciclista su strada e pistard britannico
- 19 marzo - Morten Green, ex hockeista su ghiaccio danese
- 19 marzo - Casey Jacobsen, ex cestista statunitense
- 19 marzo - La sale Famine de Valfunde, cantautore e chitarrista francese
- 19 marzo - Luis Moreno, ex calciatore panamense
- 19 marzo - Allan Nørregaard, velista danese
- 19 marzo - Marysia Starosta, cantante polacca
- 19 marzo - Bastian Steger, tennistavolista tedesco
- 19 marzo - Kolo Touré, allenatore di calcio e ex calciatore ivoriano
- 20 marzo - Khalid Askri, ex calciatore marocchino
- 20 marzo - Thomas Augustinussen, ex calciatore danese
- 20 marzo - Declan Bennett, attore e cantante britannico
- 20 marzo - Juryj Bjaloŭ, ex pesista bielorusso
- 20 marzo - Rafael Bondi, ex calciatore brasiliano
- 20 marzo - Celso Esquivel, calciatore paraguaiano
- 20 marzo - Stanislav Genčev, allenatore di calcio e ex calciatore bulgaro
- 20 marzo - Jake Hoffman, attore statunitense
- 20 marzo - Amanuel Iyassu, ex calciatore eritreo
- 20 marzo - Mahara McKay, modella neozelandese
- 20 marzo - Márcio Miranda Freitas Rocha da Silva, allenatore di calcio e ex calciatore brasiliano
- 20 marzo - Sylvain Monsoreau, allenatore di calcio e ex calciatore francese
- 20 marzo - Ian Murray, allenatore di calcio e ex calciatore scozzese
- 20 marzo - Giōrgos Palalas, ex cestista e allenatore di pallacanestro cipriota
- 20 marzo - Elisa Plaisant, nuotatrice artistica italiana
- 20 marzo - Radek Šírl, ex calciatore ceco
- 20 marzo - Alen Škoro, ex calciatore bosniaco
- 20 marzo - Levar Stoney, politico statunitense
- 20 marzo - Rajko Uršič, ex giocatore di calcio a 5 sloveno
- 20 marzo - Wang Lei, schermidore cinese
- 20 marzo - Travis Watson, ex cestista statunitense
- 20 marzo - Yan Song, ex calciatore cinese
- 20 marzo - Martin Živný, ex calciatore ceco
- 21 marzo - Susanne Beer, ex sciatrice alpina tedesca
- 21 marzo - Sébastien Chavanel, ex ciclista su strada francese
- 21 marzo - Daniele Del Grosso, politico italiano
- 21 marzo - Stig Van Eijk, cantante norvegese
- 21 marzo - Dean Flynn, attore pornografico statunitense
- 21 marzo - Lauren Kate, scrittrice statunitense
- 21 marzo - Emerson Nunes, allenatore di calcio e ex calciatore brasiliano
- 21 marzo - Matt Schneiderman, ex cestista statunitense
- 21 marzo - Wang Changqing, calciatore cinese
- 21 marzo - Vincent Yarbrough, ex cestista statunitense
- 22 marzo - Will Ainsworth, politico statunitense
- 22 marzo - Michał Bąkiewicz, ex pallavolista e allenatore di pallavolo polacco
- 22 marzo - Maryna Chabarova, cestista ucraina († 2014)
- 22 marzo - Fabio Cianferoni, biologo, zoologo e entomologo italiano
- 22 marzo - Andrea Colletti, politico italiano
- 22 marzo - Tiffany Dupont, attrice statunitense
- 22 marzo - Arne Gabius, mezzofondista tedesco
- 22 marzo - Martha Issová, attrice ceca
- 22 marzo - Mark Killeen, attore britannico
- 22 marzo - Marin Mema, giornalista e conduttore televisivo albanese
- 22 marzo - Meng Fei, ex ginnasta cinese
- 22 marzo - Mims, rapper statunitense
- 22 marzo - Marios Nikolaou, ex calciatore cipriota
- 22 marzo - Mirel Rădoi, ex calciatore e allenatore di calcio rumeno
- 22 marzo - Imre Szabics, allenatore di calcio, dirigente sportivo e ex calciatore ungherese
- 22 marzo - Karylle, cantante, compositrice e attrice filippina
- 22 marzo - Vitalij Volkov, ex calciatore russo
- 22 marzo - Marjo Voutilainen, hockeista su ghiaccio finlandese
- 23 marzo - Pedro Juan Benítez, calciatore paraguaiano
- 23 marzo - Neal Bledsoe, attore canadese
- 23 marzo - Roger Aa Djupvik, ex fondista norvegese
- 23 marzo - Kurt Fearnley, atleta paralimpico australiano
- 23 marzo - Joseph Forte, ex cestista statunitense
- 23 marzo - Takeshi Honda, ex pattinatore artistico su ghiaccio giapponese
- 23 marzo - Maximo Kausch, alpinista argentino
- 23 marzo - Glen McGowan, ex cestista statunitense
- 23 marzo - Madalene Mitongu Ntumba, ex cestista italiana
- 23 marzo - Shelley Rudman, skeletonista britannica
- 23 marzo - Giuseppe Sculli, ex calciatore italiano
- 23 marzo - Victor Simões, ex calciatore brasiliano
- 23 marzo - Brett Young, cantautore statunitense
- 24 marzo - Mike Adams, ex giocatore di football americano statunitense
- 24 marzo - Khalid Ali, ex calciatore emiratino
- 24 marzo - Orestes Júnior Alves, ex calciatore brasiliano
- 24 marzo - Ryan Atoe, ex giocatore di football americano statunitense
- 24 marzo - Simona Ballardini, allenatrice di pallacanestro e ex cestista italiana
- 24 marzo - Anna Brüggemann, attrice e sceneggiatrice tedesca
- 24 marzo - Paolo Ficara, politico italiano
- 24 marzo - Neil Grayston, attore canadese
- 24 marzo - Patrick Kisnorbo, allenatore di calcio e ex calciatore australiano
- 24 marzo - Mark Looms, ex calciatore olandese
- 24 marzo - Pavel Lyžyn, ex pesista e discobolo bielorusso
- 24 marzo - Michihiro Ogawa, ex giocatore di football americano giapponese
- 24 marzo - Gary Paffett, ex pilota automobilistico britannico
- 24 marzo - Martin Rios, giocatore di curling svizzero
- 24 marzo - Dan Thomassen, allenatore di calcio e ex calciatore danese
- 24 marzo - Michael Turnbull, ex calciatore australiano
- 24 marzo - Adam Wheeler, ex lottatore statunitense
- 24 marzo - Philip Winchester, attore statunitense
- 25 marzo - Atsushi Abe, doppiatore giapponese
- 25 marzo - Luigi Anaclerio, allenatore di calcio e ex calciatore italiano
- 25 marzo - Swann Arlaud, attore francese
- 25 marzo - José de Armas, ex tennista venezuelano
- 25 marzo - Demna Gvasalia, stilista georgiano
- 25 marzo - Erich Hess, imprenditore e politico svizzero
- 25 marzo - Niko Koutouvides, ex giocatore di football americano statunitense
- 25 marzo - Park Yong-ho, calciatore sudcoreano
- 25 marzo - Samie Parker, giocatore di football americano statunitense
- 25 marzo - Gianluca Pegolo, ex calciatore italiano
- 25 marzo - Arash Talebinejad, ex calciatore svedese
- 25 marzo - Mose Tuiali'i, ex rugbista a 15 e allenatore di rugby a 15 neozelandese
- 25 marzo - Márcio Ivanildo da Silva, ex calciatore brasiliano
- 25 marzo - Julián de Guzmán, ex calciatore canadese
- 26 marzo - Laura Bordignon, discobola italiana
- 26 marzo - Trine Bramsen, politica danese
- 26 marzo - Irene Cacciapuoti, ex cestista argentina
- 26 marzo - Baruch Dego, ex calciatore etiope
- 26 marzo - Massimo Donati, allenatore di calcio e ex calciatore italiano
- 26 marzo - Ángel Gastón Díaz, ex calciatore argentino
- 26 marzo - Luke Ford, attore australiano
- 26 marzo - Matt Hill, ex calciatore inglese
- 26 marzo - Floriana Lima, attrice statunitense
- 26 marzo - Pablo Lima, ex calciatore uruguaiano
- 26 marzo - Federico Martorell, ex calciatore argentino
- 26 marzo - Anaïs Mitchell, cantautrice e chitarrista statunitense
- 26 marzo - Devon Mitchell, ex calciatore trinidadiano
- 26 marzo - Modibo Niakaté, ex cestista francese
- 26 marzo - Tomislav Pelin, ex calciatore croato
- 26 marzo - Jay Sean, cantante e produttore discografico britannico
- 26 marzo - Ai Shimizu, doppiatrice giapponese
- 26 marzo - Zayar Thaw, musicista e politico birmano († 2022)
- 26 marzo - Danis Zaripov, hockeista su ghiaccio russo
- 26 marzo - Marcin Zawada, schermidore polacco
- 27 marzo - Merouane Abdouni, ex calciatore algerino
- 27 marzo - Cacau, ex calciatore brasiliano
- 27 marzo - Cory Butner, bobbista statunitense
- 27 marzo - Chen Yan, ex nuotatrice cinese
- 27 marzo - Luca D'Alisera, pattinatore artistico a rotelle italiano
- 27 marzo - Rafael Guanaes, allenatore di calcio e ex calciatore brasiliano
- 27 marzo - Quim Gutiérrez, attore spagnolo
- 27 marzo - Hwang Ji-soo, ex calciatore sudcoreano
- 27 marzo - Jukka Keskisalo, siepista finlandese
- 27 marzo - Hilda Kibet, mezzofondista e maratoneta keniota
- 27 marzo - JJ Lin, cantante e attore singaporiano
- 27 marzo - Paola Mauriello, cestista e allenatrice di pallacanestro italiana († 2025)
- 27 marzo - Terry McFlynn, ex calciatore nordirlandese
- 27 marzo - Alexandre Negri, ex calciatore brasiliano
- 27 marzo - Sven Riederer, triatleta svizzero
- 27 marzo - Tobias Schenke, attore tedesco
- 27 marzo - Gavin Skelton, allenatore di calcio e calciatore inglese
- 28 marzo - Martynas Andriukaitis, cestista lituano († 2014)
- 28 marzo - Geovanny Caicedo, ex calciatore ecuadoriano
- 28 marzo - Ėl'vira Chasjanova, sincronetta russa
- 28 marzo - Gareth David-Lloyd, attore gallese
- 28 marzo - Karoline Edtstadler, avvocato, giudice e politica austriaca
- 28 marzo - Lindsay Frimodt, modella statunitense
- 28 marzo - Eva Vica Kerekes, attrice slovacca
- 28 marzo - Mika Niskala, ex calciatore finlandese
- 28 marzo - Julia Stiles, attrice statunitense
- 28 marzo - Abdullo Tangriyev, judoka uzbeko
- 29 marzo - Tommaso Balasso, ex sciatore alpino italiano
- 29 marzo - Admiral T, cantante e rapper francese
- 29 marzo - Jasmine Crockett, politica statunitense
- 29 marzo - Alexander Fehling, attore tedesco
- 29 marzo - Ben Fritz, allenatore di baseball statunitense
- 29 marzo - Megan Hilty, attrice, cantante e modella statunitense
- 29 marzo - Mohamed Koné, cestista ivoriano
- 29 marzo - Alain Moussi, attore, stuntman e artista marziale canadese
- 29 marzo - PJ Morton, cantautore, musicista e produttore discografico statunitense
- 29 marzo - Omar Sebastián Pérez, ex calciatore argentino
- 29 marzo - Jlloyd Samuel, calciatore trinidadiano († 2018)
- 29 marzo - Willie Taylor, cantante statunitense
- 29 marzo - Manuel Vargas, pugile messicano
- 29 marzo - Jussi Veikkanen, dirigente sportivo e ex ciclista su strada finlandese
- 30 marzo - Danildo Accioly, allenatore di calcio e ex calciatore brasiliano
- 30 marzo - Hanna Etula, tiratrice a volo finlandese
- 30 marzo - Elias Fälth, hockeista su ghiaccio svedese
- 30 marzo - Dainis Kazakevičs, allenatore di calcio e dirigente sportivo lettone
- 30 marzo - Julija Lapšynova, ex cestista ucraina
- 30 marzo - Jens-Erik Madsen, ex pistard danese
- 30 marzo - Andrea Masi, allenatore di rugby a 15 e ex rugbista a 15 italiano
- 30 marzo - Katy Mixon, attrice statunitense
- 30 marzo - Sergej Mozjakin, hockeista su ghiaccio russo
- 30 marzo - Joseph Ngwenya, ex calciatore zimbabwese
- 30 marzo - Harrysong, cantante nigeriano
- 30 marzo - Cesare Pizzirani, nuotatore italiano
- 31 marzo - Ryan Bingham, cantautore e attore statunitense
- 31 marzo - Thomas Chatelle, ex calciatore belga
- 31 marzo - Łukasz Chyła, ex velocista polacco
- 31 marzo - Marloes Coenen, artista marziale misto olandese
- 31 marzo - Lourdes Domínguez Lino, ex tennista spagnola
- 31 marzo - Adam Forsyth, pugile australiano
- 31 marzo - Han Tae-you, ex calciatore sudcoreano
- 31 marzo - Nikola Karčev, ex calciatore macedone
- 31 marzo - Ivan Lee, schermidore statunitense
- 31 marzo - José Luis López, calciatore costaricano
- 31 marzo - Reggie Moore, cestista statunitense († 2023)
- 31 marzo - Manuel Vázquez, ex ciclista su strada spagnolo
- 31 marzo - Maarten van der Weijden, ex nuotatore olandese